# Dubusia castaneoventris
La tangara ventricastaña, tangara-de-montaña de vientre castaño (en Perú) o cachaquito de vientre castaño (Dubusia castaneoventris) es una especie de ave paseriforme de la familia Thraupidae, perteneciente al  género Dubusia, anteriormente situada en el género monotípico Delothraupis. Es nativa de la región andina del oeste de América del Sur.

## Distribución y hábitat
Se distribuye a lo largo de la pendiente oriental y adyacencias de la cordillera de los Andes, desde el norte de Perú (este de La Libertad) hacia el sur hasta el oeste de Bolivia (oeste de Santa Cruz).
Esta especie es considerada poco común en sus hábitats naturales: el dosel y los bordes de bosques andinos de alta montaña, hasta la línea de árboles, en altitudes entre 2200 y 3400 m.

## Sistemática

### Descripción original
La especie D. castaneoventris fue descrita por primera vez por el zoólogo británico Philip Lutley Sclater en 1851 bajo el nombre científico Calliste castaneoventris; su localidad tipo es: «Bolivia».

### Etimología
El nombre genérico femenino «Dubusia» conmemora al naturalista belga Bernard du Bus de Gisignies (1808–1874); y el nombre de la especie «castaneoventris» se compone de las palabras del latín  «castaneus»: color pardo castaño, y «venter, ventris»: vientre.

### Taxonomía
La prsente especie estuvo tradicionalmente incluida en un género monotípico Delothraupis así como Dubusia taeniata en un entonces monotípico Dubusia. Sin embargo, las especies son similares en su morfología y ambas habitan en altitudes andinas, difieren en el color de las partes inferiores y de alguna forma en el tamaño pero muchos otros géneros incluyen especies con este nivel de diferencias. Adicionalmente los estudios genético moleculares confirmaron que son especies hermanas. En la Propuesta N° 437 Parte F al Comité de Clasificación de Sudamérica (SACC) se aprobó la inclusión de D. castaneoventris en Dubusia, con lo que Delothraupis se convirtió en un sinónimo de Dubusia.
Es monotípica. La subespecie descrita D. castaneoventris peruviana (Carriker, 1935), es considerada inválida.